# أولاد يحيى (أولاد عياد المركز)
أولاد يحيى هو دُوَّار يقع بجماعة الدروة، إقليم برشيد، جهة الدار البيضاء سطات في المملكة المغربية. ينتمي الدوّار لمشيخة أولاد عياد المركز التي تضم 3 دواوير. يقدر عدد سكانه بـ 1936 نسمة حسب الإحصاء الرسمي للسكان والسكنى لسنة 2004.

## روابط خارجية
- البوابة الوطنية للجماعات الترابية
- المندوبية السامية للتخطيط